# Бочанова, Магулена
Магулена Бочанова (чеш. Mahulena Bočanová; 18 марта 1967) — чешская актриса.

## Биография
Родилась в Праге, отец — архитектор Ян Бочан.
От 5 лет любит фильмы, в 8 стала заниматься балетом (с 12 лет в Национальном театре), в 15 лет послупила в Пражскую консерваторию на музыкально-театральную специальность. Стала участницей спектаклей Vassa Železnovová и Rozbitý Džbán в Национальном театре. Через 2 года стала участницей спектаклей Ivanov, Obsluhoval jsem anglického krále, Žebrácká opera, Pitvora, Dům, Sex noci svatojánské, Lesoduch a Dámský krejčí в театре  «Činoherní klub»(англ., чеш.).
После бархатной революции работала на Кипре барменкой и моделью, в 1992 году стала Miss Tourist Cyprus, выучила английский и греческий языки.
Повлияла на неё и встреча с фотографом Тони Станем, после Магулена стала сниматься в рекламе. Не забывала она и сниматься в фильмах.
Является членом театрального коллектива театра «Činoherní klub», также регулярно выступает с коллективом Háta. Запомнилась зрителям благодаря участию в программе Чешского телевидения «Танцы со звездами» (участница 2006, член жюри 2007).
С января 2008 года радиоведущая на Český rozhlas 1 Radiožurnál.

## Фильмография
- 1975: Chalupáři als Miluska Mrázková
- 1976: Лето с ковбоем / Léto s kovbojem
- 1977: Пан Тау / Pan Tau
- 1980: Lucie, postrach ulice — Lída
- 1982: Unterwegs nach Atlantis
- 1984: Гости из будущего, или Экспедиция Адам 84 / Návštěvníci
- 1984: Výbuch bude v pět
- 1984: ...a zase ta Lucie! — Lída
- 1987: Prízrak als Vera
- 1989: Поезд детства и надежды / Vlak dětství a naděje — Marketka
- 1991: Žebrácká opera — Vicky
- 1991: Принцесса за дукат / Princezna za dukát
- 1991: Ahmed a Hazar
- 1995: Golet v údolí — Brana
- 1996: Волшебный кошелек / Kouzelný měšec
- 1997: Tábor padlychzien — Ria Amala
- 2000: Pták ohnivák
- 2004: Post Coitum — Messalina
- 2009—2013: Vyprávěj — Milada Dvoráková
- 2014: Mazalové — Ruzena Mazalová